# Prépondérance
Pour la prépondérance des preuves ou la prépondérance des probabilités, voir Charge de la preuve (droit).
La prépondérance est un principe juridique qui sert à réconcilier des lois conflictuelles ou contradictoires au sein d'un État fédéral,. Là où le gouvernement central et les gouvernements des États fédérés ont tous deux le pouvoir de légiférer relativement à une même matière, les lois d'un des gouvernements seront considérées prioritaires en vertu de ce principe.